# Il giardino di rose

Il giardino di rose, o sia La Santissima Vergine del Rosario (R.503.19) est un oratorio a cinq voix (SSATB) du compositeur italien Alessandro Scarlatti, commandé par le marquis Francesco Maria Ruspoli. L'œuvre est présentée au palais Ruspoli pour la Pâques, le 24 avril 1707. Les musicologues considèrent cet oratorio comme l'une des meilleures compositions du musicien.

## Histoire
L'oratorio se distingue par ses innovations stylistiques et ses qualités musicales. Saverio Franchi attire l’attention sur sa modernité, allant jusqu'à considérer l'oratorio comme un travail exemplaire et un modèle de stature européenne, auquel Haendel a dû se mesurer lors de la création son oratorio La Resurrezione l'année suivante au même endroit et également pour le marquis Ruspoli. Des spécialistes de renom ont indiqué depuis quelque temps que Il giardino di rose pouvait être considérée comme l'une des meilleures compositions du musicien.

## Rôle
Giardino di Rose, oratorio La Santissima Vergine del' Rosario, a Cinque Voci con Stromenti, Trombe, Flauti, Obuè, Fagotti et altri
- Carità, soprano
- Speranzas, soprano
- Penitenza, alto
- Religione, ténor
- Borea, basse

L'orchestre est composé de flûte à bec, flûte basse, hautbois I et II, basson, trompettes I et II, luth, clavecin, violons I et II, alto, violoncelle, contrebasse et basse continue.
Certaines arias sont célèbres et figurent en bonne place dans des anthologies à défaut d'enregistrement complet de l'œuvre. C'est le cas de Mentre io godo in placido oblio (« Pendant que je goûte un doux oubli ») chanté par Speranza. L'aria confine « à la pure peinture sonore » : les cordes et le luth (substitué au clavecin), créer une atmosphère bucolique par le lent battement de secondes, sorte de trille que la voix interrompt ou imite. Cette représentation allégorique du sommeil et l’ambiguïté tonale, provoque une sorte d'inquiétude qui fait du repos le pendant de la mort. Scarlatti utilise le même procédé dans la seconde partie d’Il primo omicidio, écrit la même année, lorsqu'Abel s’endort pour ne plus se réveiller.
| « [Aria] Mentr'io godo in dolce oblio Con più lento mormorio Scherzi l’aura intorno al cor. Mormorando su la sponda Vada a passo l’onda Or che poso in grembo ai fior. » |  |  | « Pendant que je goûte un doux oubli le lent murmure de la brise s’amuse autour de mon cœur. Chuchotant sur le rivage doucement passe l’onde tandis que je repose parmi des fleurs. » |

## Manuscrit
- Münster, Santini-Bibliothek, D-Müs (Hs 3861 I & II) (RISM 451023172)

## Partitions modernes
- Il giardino di rose, éd. Otto Drechsler, Hans Sikorski (OCLC 725214496)
- Il giardino di rose, éd. Saverio Franchi, Rome, Istituto Italiano per la Storia della Musica, 2006 (OCLC 812215198)
- Il giardino di rose, La Santissima Vergine del Rosario, éd. Nicolò Maccavino et Giampiero Locatelli, Ut Orpheus Edizioni, 2010[1] (OCLC 723641931)

## Discographie
Arias
- Opera proibita, arias d'Oratorios : Che dolce simpatia  - Cecilia Bartoli, Les Musiciens du Louvre, dir. Marc Minkowski (2005, Decca 475 6924)[3] — avec d'autres arias de Haendel et Caldara des premières années du XVIIIe siècle — avec All'arme si accesi guerrieri (Cantata per la Notte del Santissimo Natale) ; Mentr' io godo in dolce oblio, Ecco negl'orti tuoi ; Ah! qual cordoglio acerbo, Doppio affetto et Caldo sangue (Il Sedecia, re di Gerusalemme) ; Qui resta, ove s'innalza et L'alta Roma reina del mondo (San Filippo Neri)
- Con eco d'amore, arias extraites de cantates, d'oratorios et d'opéras. Mentr'io godo in dolce oblio - Elizabeth Watts, soprano ; The English Concert, dir. Laurence Cummings (novembre 2014, SACD Harmonia Mundi HMU 807574) (OCLC 946318728) — avec des arias extraites de Griselda, Tigrane, La Statira, Scipione nelle Spagne ; Il Mitridate Eupatore : Récitatif, O vane speme!, Aria, Cara tomba del mio diletto ; Esci omai ; Dolce stimolo al tuo bel cor…

## Sources
- Olivier Rouvière, « Oratorios — Blandine Staskiewicz (mezzo-soprano) », p. 8–16, Apartée Music, 2018 (OCLC 946318728) .